# مطار ملتان الدولي
مطار ملتان الدولي يقع المطار على بعد 10 كلم من وسط مدينة ملتان في ولاية البنجاب في باكستان، بني المطار في الأساس لخدمة سكان مولتان، ثم اكتسب الكثير من الحركة والزخم الشعبي في المناطق المحيطة به والتي تضمنت مدن فيهاري وخانوال ومظفر جاره وراجانبور وساهيوال.

## التاريخ
ترجع ملكية مطار مولتان الإمبراطورية البريطانية عندما استخدم من قبل سلاح الجو الملكي للطيران داخل وخارج المنطقة خلال عام 1919، في عام 1934 بدأت شركة الخطوط الجوية الإمبراطورية تشغيل رحلات جوية للطائرات المدنية حيث تعتبر مولتان موقعًا استراتيجيًا في اقليم البنجاب في الهند، ولكن لم يتم تسيير الرحلات المدنية حتى عام 1938، حيث بدأت رحلة من لاهور إلى مولتان، والتي واصلت رحلتها إلى يعقوب أباد ثم كراتشي.
بعد استقلال باكستان عن بريطانيا، بدأ باك اير وهي شركة طيران جديدة ببدأ عملياتها في المطار، في ذلك الوقت لم يكن الناقل الوطني الخطوط الجوية الباكستانية الدولية قد بدأت أعمالها وذلك في عام في عام 1957، وكان بداية عمليات الخطوط الجوية الباكستانية من مولتان باستخدام طائرة دوغلاس دي سي 3 في عام 1963، شيد برج مراقبة جديد لمطار لتلبية التغيرات التكنولوجية في ذلك الوقت في عام 1971، وفي عام 1977 استطاع المطار التعامل مع طائرة بوينغ 720 طائرة، وفي الفترة (1980 - 1988) تم تعزيز مدرج المطار لاستقبال طائرة ايرباص ايه 300، ظل المطار يعمل بشكل محلي حتى عام 1999 إذ بدأت الخطوط الجوية الباكستانية الدولية وشركة الطيران الخاصة ايرو آسيا بتشغيل رحلات جوية إلى الشرق الأوسط مثل دبي والكويت.

## التحديث
عندما بدأ الطلب على السفر الجوي في الارتفاع قررت هيئة الطيران المدني الباكستانية رفع مستوى مرافق المطار في عام 2005، وتم ترقية المدرج للتعامل مع طائرة بوينغ 747 بتكلفة 720 مليون روبية، واكتمل البناء نفس العام، وفي 15 ديسمبر 2006 قامت طيران شاهين بتشغل أربع رحلات أسبوعية من كراتشي إلى مولتان، وحقق المطار أرباحًا تشغيلية بلغت بليون روبية في ذلك العام.
في ديسمبر 2007 تحدث المدير العام في الجهاز المركزي للمحاسبات فاروق رحمة الله في مؤتمر صحفي ان مبنى المطار سيتم توسيعه فضلا عن بناء مرافق جوية، وفي أبريل 2009 بدأ العمل في توسعة المدرج، واستطاع المطار التعامل مع الطائرات الكبيرة، في يناير 2010، قرر الجهاز المركزي للمحاسبات الباكستاني بناء أربعة جسور للطائرة بدلًا من توسيع الجسور والمحطة الحالية. وقد أُقيم حفل في مبنى المطار لتدشين أول رحلة للحج على 28 أكتوبر 2010.
خلال عام 2011 شغلت الخطوط الجوية الباكستانية الدولية رحلات أسبوعية لجدة والمدينة المنورة، وأعلنت فلاي دبي تشغيل ثلاث رحلات أسبوعية بين مولتان ودبي وذلك في 14 مارس 2013، وأصبحت أول شركة طيران أجنبية تعمل في المطار منذ استقلال البلاد، وفي مارس عام 2015 تم الافتتاح الرسمي من قبل رئيس الوزراء الباكستاني نواز شريف مع رئيس الوزراء السابق جيلاني مبنى المطار الجديد، وقد تحولت جميع العمليات من المحطة القديمة إلى النظام الجديد مع رحلات تتزايد مع المزيد من الوجهات، وكما تم إنشاء مجمع البضائع على مستوى دولي بسعة 10،000 طن متري سنويا لاستضافة رحلات الشحن الدولية من مولتان والذي ستزيد الصادرات من الفواكه وخاصة المانجو والخضروات، وهناك خطط لتوسعة المجمع ليصل إلى 30،00 طن متري سنويا.

## شركات الطيران

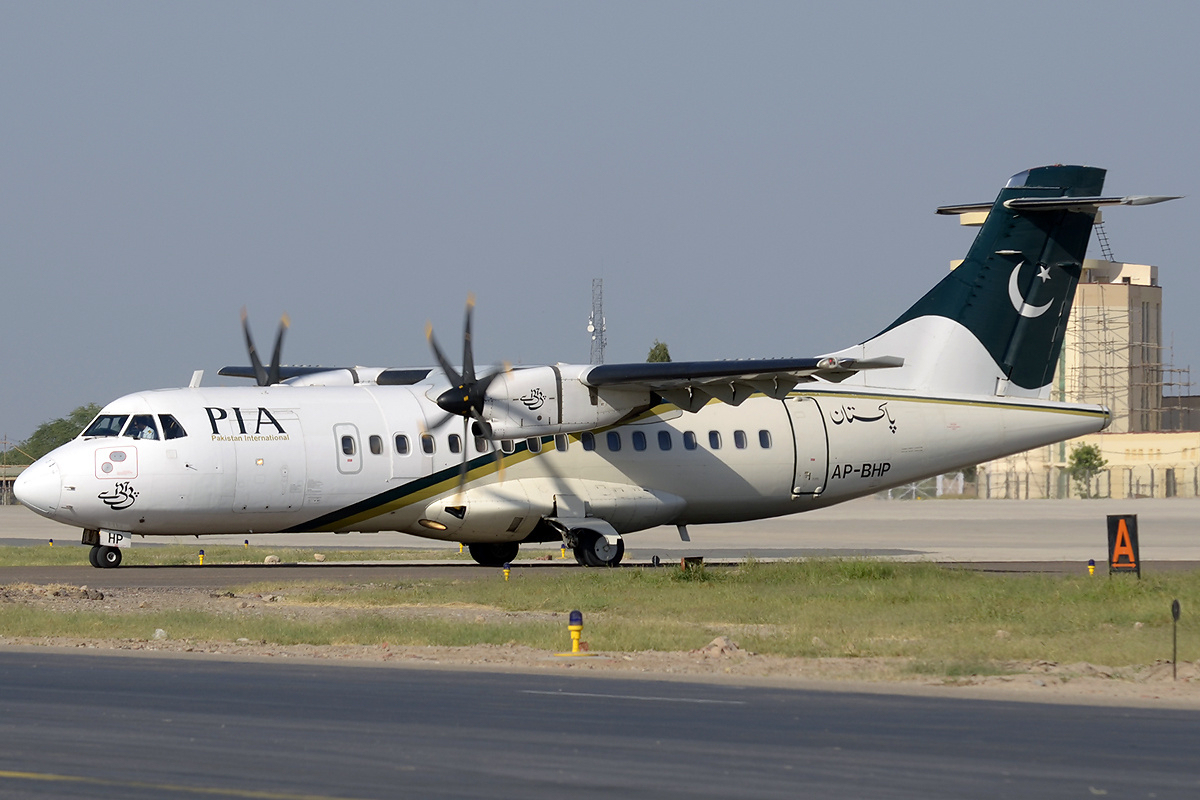
طائرة ATR 42-500 التابعة للخطوط الجوية الباكستانية في مطار ملتان الدولي

| شركـات طيـران                     | الوجهات |
| --------------------------------- | --- |
| العربية للطيران                   | مطار أبو ظبي الدولي، مطار الشارقة الدولي |
| إيربلو                            | مطار دبي الدولي، مطار الملك عبد العزيز الدولي، مطار الشارقة الدولي |
| فلاي دبي                          | مطار دبي الدولي |
| طيران الخليج                      | مطار البحرين الدولي |
| الخطوط الجوية الدولية الباكستانية | مطار دبي الدولي، مطار الأمير نايف بن عبد العزيز الدولي، مطار إسلام آباد الدولي، مطار الملك عبد العزيز الدولي، مطار جناح الدولي، مطار الأمير محمد بن عبد العزيز الدولي، مطار مسقط الدولي، مطار الشارقة الدولي |
| الخطوط الجوية القطرية             | مطار حمد الدولي |
| طيران السلام                      | مطار مسقط الدولي |
| الخطوط السعودية                   | مطار الملك عبد العزيز الدولي |